# Občina Šentjur
Občina Šentjur (do roku 2002 občina Šentjur pri Celju) je jednou z 212 občin ve Slovinsku. Nachází se v Savinjském regionu na území historického Dolního Štýrska. Občinu tvoří 108 sídel a její rozloha je 222,3 km², patří tak největším slovinským občinám. K 1. 1. 2017 zde žilo 19 001 obyvatel. Správním střediskem občiny je město Šentjur.

## Geografie
Nejvýznamnějšími vodními toky jsou Voglajna s přítokem Pešnica, které patří do povodí Savinji. Velkou část sídla Tratna ob Voglajni zaujímá Slivnické jezero. Severem občiny prochází dálnice A1.

## Pamětihodnosti
- kostel svatého Jiří v Šentjuru
- železniční muzeum v Šentjuru
- kostel svaté Anny v Dobje pri Lesičnem
- zřícenina hradu Planina
- historický pranýř v Planině pri Sevici

## Členění občiny
Občinu tvoří tato sídla: Bezovje pri Šentjurju, Bobovo pri Ponikvi, Boletina, Botričnica, Brdo, Brezje ob Slomu, Bukovje pri Slivnici, Cerovec, Črnolica, Dobje pri Lesičnem, Dobovec pri Ponikvi, Dobrina, Dole, Dolga Gora, Doropolje, Dramlje, Drobinsko, Golobinjek pri Planini, Gorica pri Slivnici, Goričica, Grobelno, Grušce, Hotunje, Hrastje, Hruševec, Hrušovje, Jakob pri Šentjurju, Jarmovec, Javorje, Jazbin Vrh, Jazbine, Jelce, Kalobje, Kameno, Kostrivnica, Košnica, Krajnčica, Krivica, Laze pri Dramljah, Loka pri Žusmu, Lokarje, Loke pri Planini, Lopaca, Lutrje, Marija Dobje, Okrog, Osredek, Ostrožno pri Ponikvi, Paridol, Planina pri Sevnici, Planinca, Planinska vas, Planinski Vrh, Pletovarje, Podgaj, Podgrad, Podlešje, Podlog pod Bohorjem, Podpeč nad Marofom, Podpeč pri Šentvidu, Podvine, Ponikva, Ponkvica, Prapretno, Primož pri Šentjurju, Proseniško, Rakitovec, Razbor, Repno, Rifnik, Sele, Slatina pri Ponikvi, Slivnica pri Celju, Sotensko pod Kalobjem, Spodnje Slemene, Srževica, Stopče, Straška Gorca, Straža na Gori, Svetelka, Šedina, Šentjur, Šentvid pri Planini, Šibenik, Tajhte, Tratna ob Voglajni, Tratna pri Grobelnem, Trno, Trnovec pri Dramljah, Trška Gorca, Turno, Uniše, Vejice, Vezovje, Visoče, Vodice pri Kalobju, Vodice pri Slivnici, Vodruž, Voduce, Vodule, Voglajna, Vrbno, Zagaj pri Ponikvi, Zalog pod Uršulo, Zgornje Selce, Zgornje Slemene, Zlateče pri Šentjurju, Žegar.

## Sousední občiny
Občina sousedí s 11 občinami: Slovenske Konjice na severu, Šmarje pri Jelšah a Podčetrtek na východě, Kozje na jihovýchodě, Krško a Sevnica na jihu, Laško a Dobje na jihozápadě, Štore, Celje a Vojnik na západě.

## Galerie

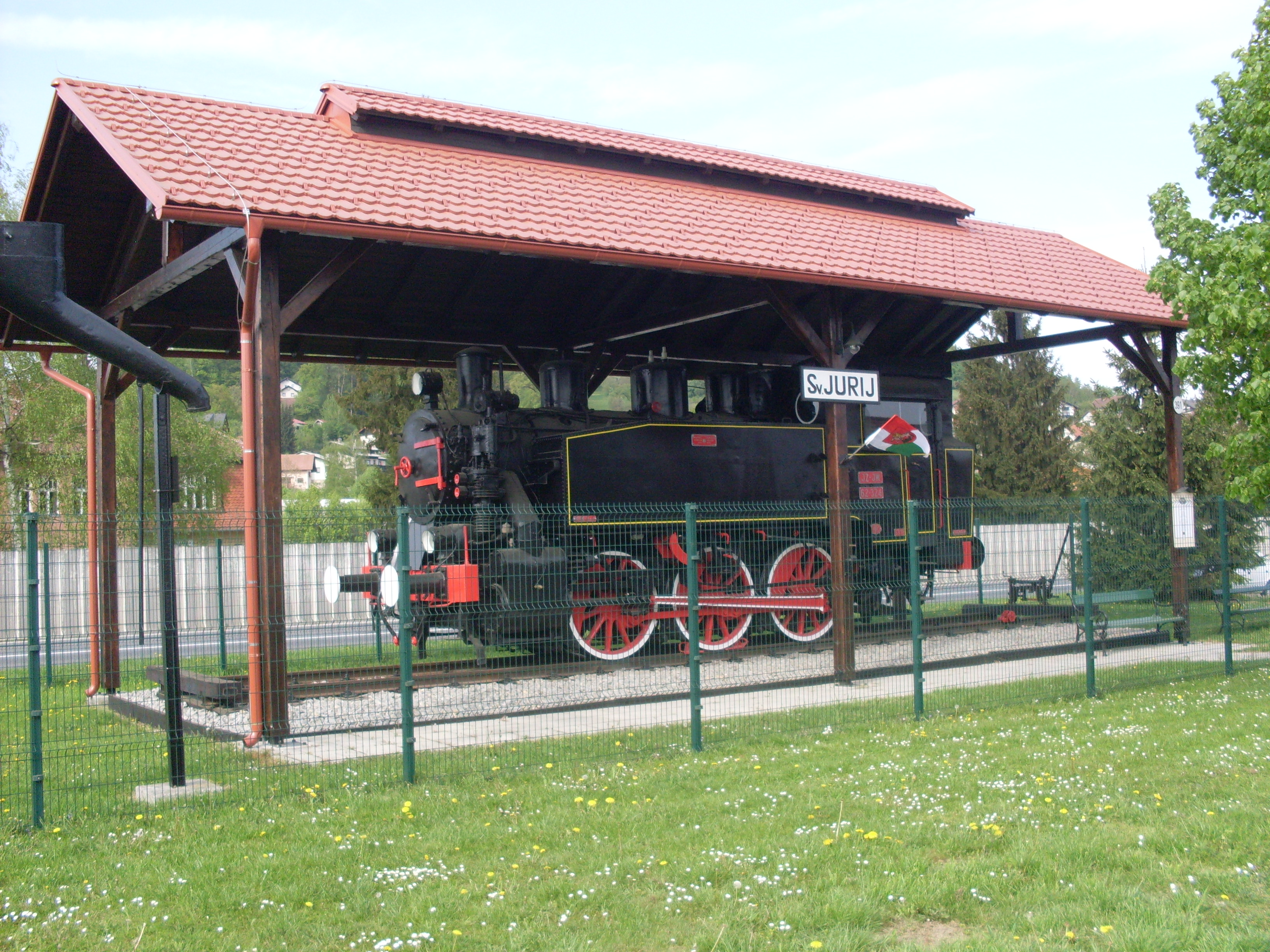
Parní lokomotiva v železničním muzeu
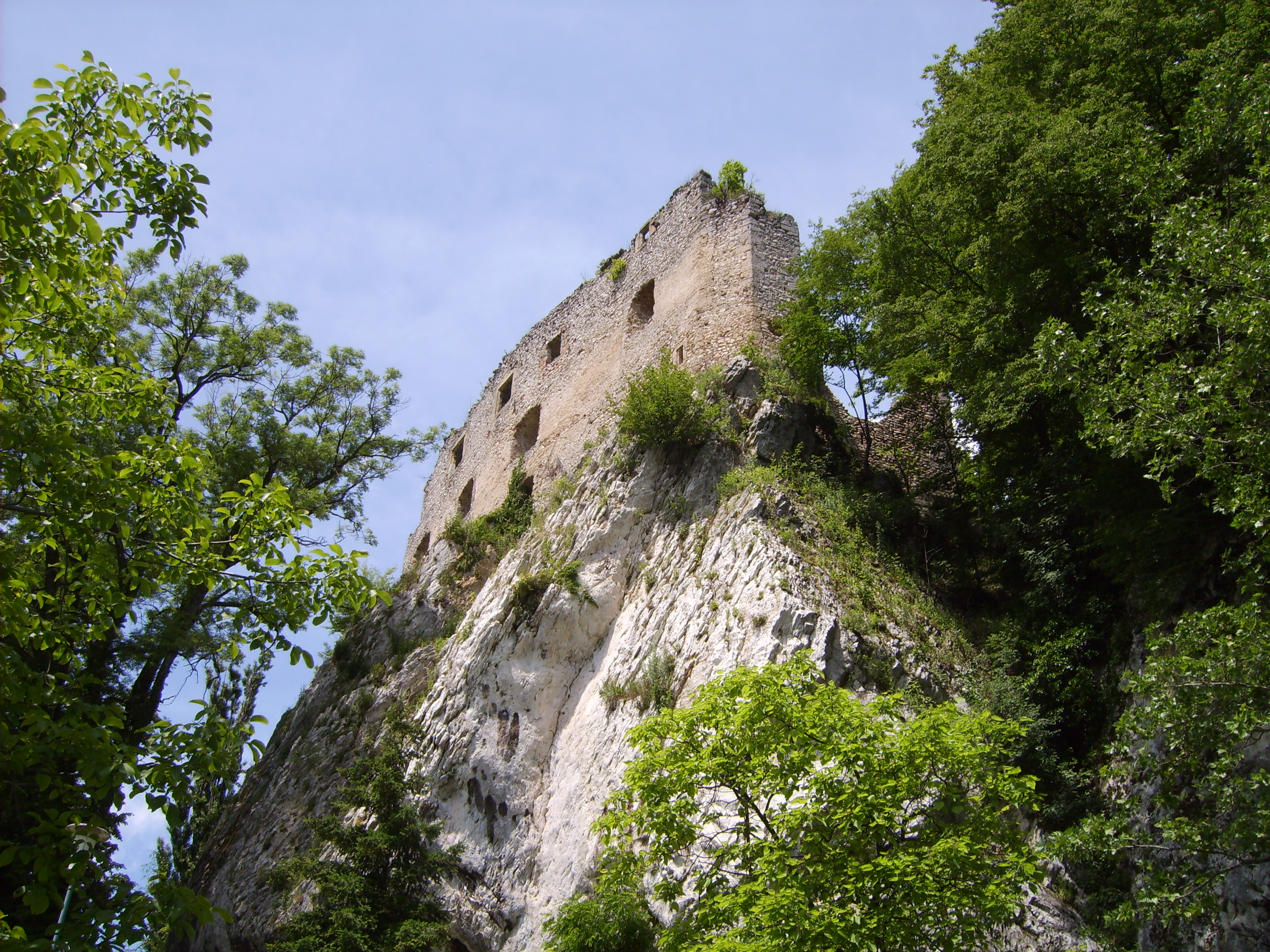
Hrad Planina
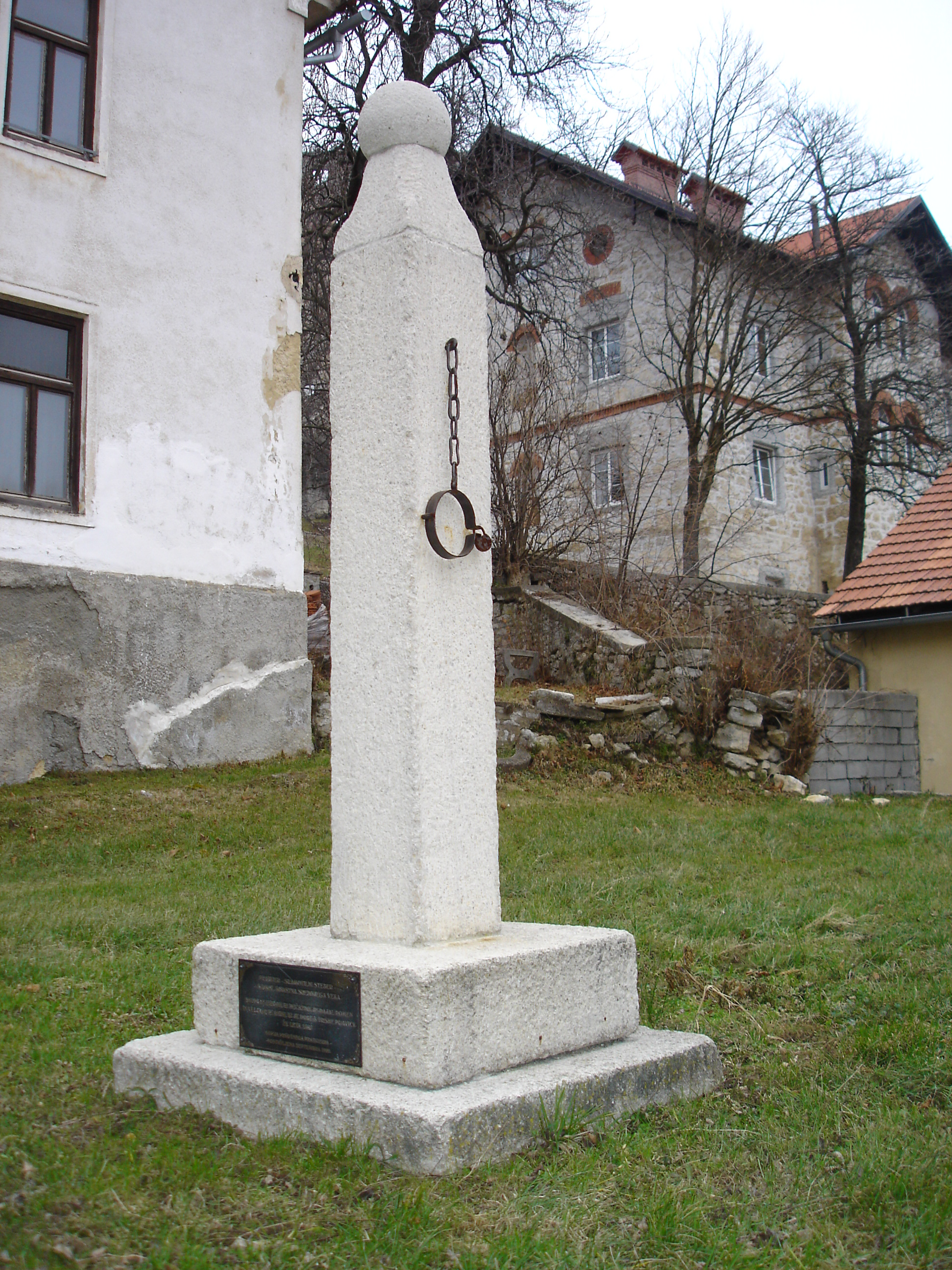
Pranýř
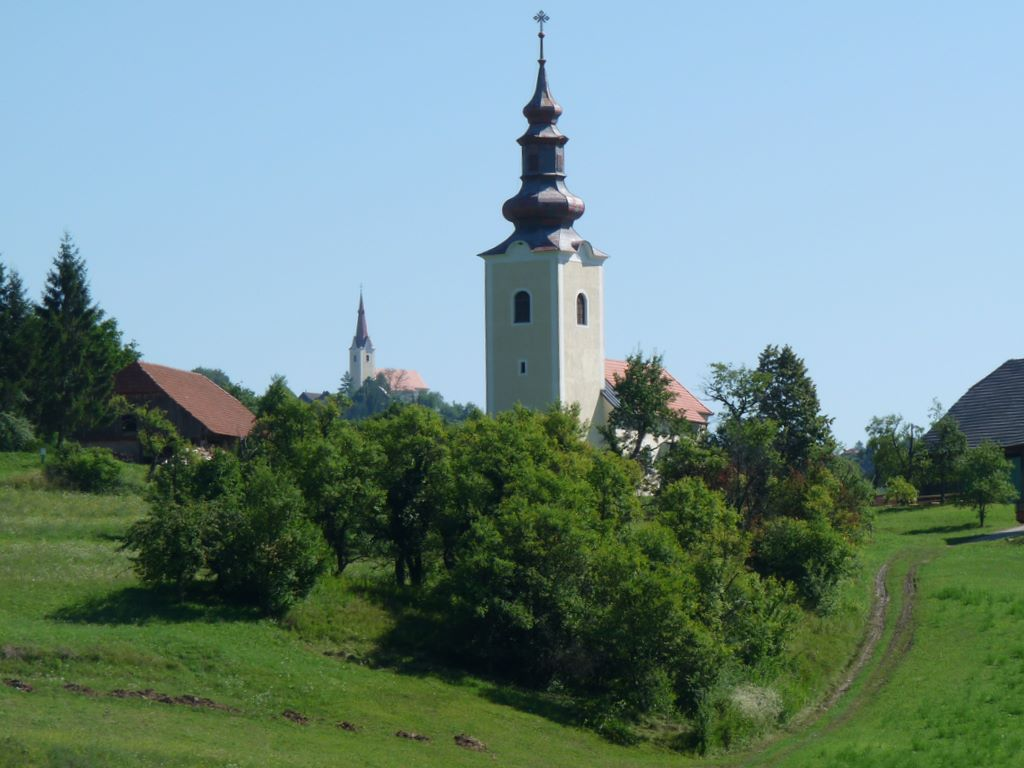
Kostel svaté Anny
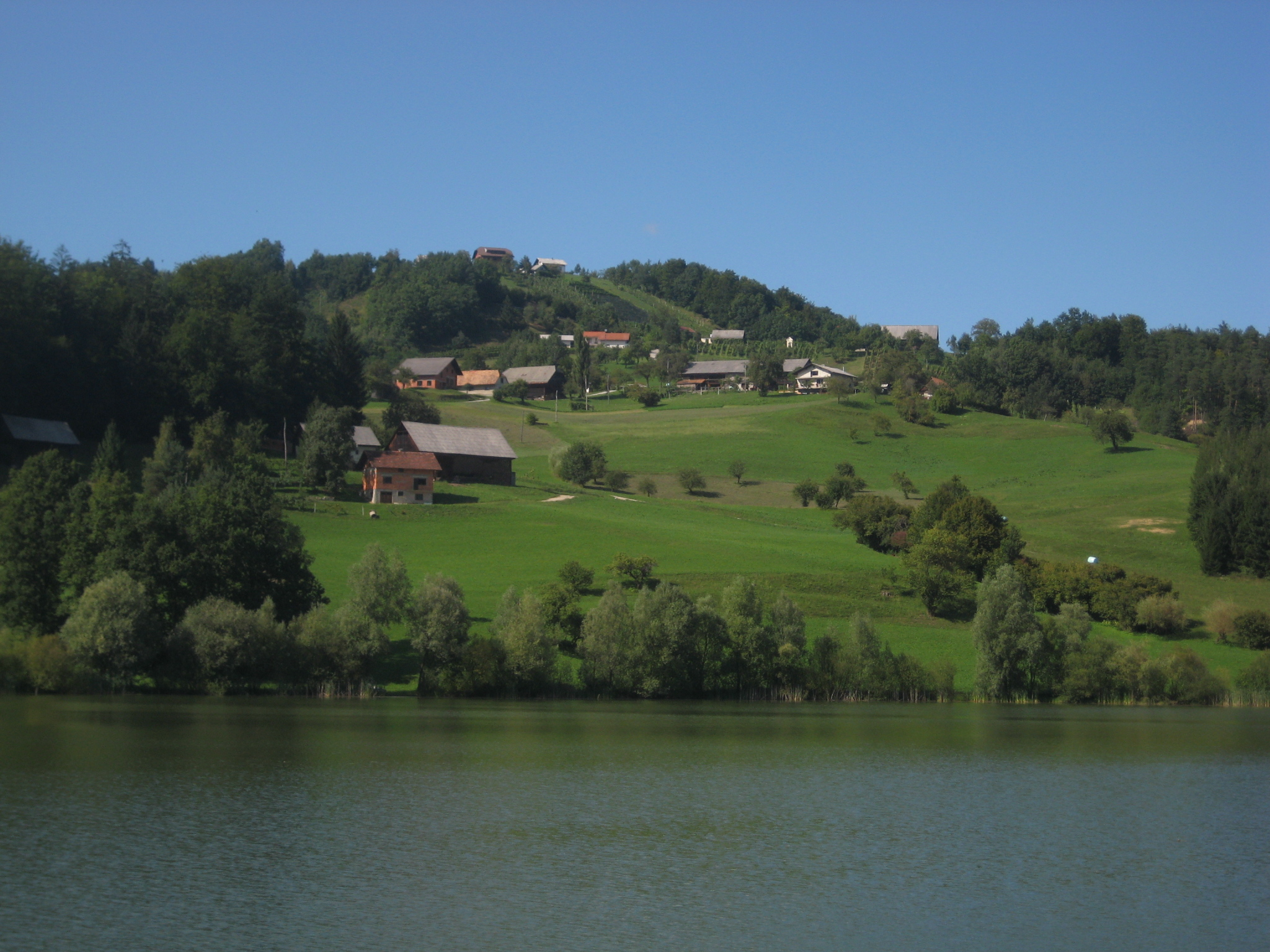
Slivnické jezero